# Els herois de Telemark
 Els herois de Telemark  (títol original en anglès: The Heroes of Telemark) és una pel·lícula britànica dirigida per Anthony Mann i estrenada el 1965. És una pel·lícula d'acció inspirada en la batalla de l'aigua pesant durant la Segona Guerra Mundial. Ha estat doblada al català.

## Argument
Durant la Segona Guerra Mundial, els alemanys produeixen aigua pesant a Telemark, a Noruega, amb l'objectiu de fabricar la bomba atòmica. Les forces britàniques envien un petit comando que té per a missió introduir-se en la fàbrica de Telemark per tal de destruir la perillosa producció enemiga.

## Repartiment
- Kirk Douglas: Doctor Rolf Pedersen
- Richard Harris: Knut Straud
- Ulla Jacobsson: Anna Pedersen
- Michael Redgrave: Oncle d'Anna
- Maurice Denham: El metge de l'hospital
- Anton Diffring: Major Frick
- Karel Stepanek: Hartmuller
- John Moulder-Brown
- David Weston: Arne
- Eric Porter: Terboven
- Mervyn Johns: Coronel Wilkinson
- Jennifer Hilary: Sigrid
- Roy Dotrice: Jensen
- Barry Jones: Professor Logan
- Ralph Michael: Nilssen
- Geoffrey Keen: General Bolts
- Wolf Frees: Knippelberg
- Robert Ayres: General Courts
- Sebastian Breaks: Gunnar
- John Golightly: Freddy
- Alan Howard: Oli
- Patrick Jordan: Henrik
- William Marlowe: Claus
- Brook Williams: Einar
- David Davies: el capità

## Al voltant de la pel·lícula
- La pel·lícula marca el retrobament d'Anthony Mann amb l'actor i productor Kirk Douglas, que l'havia destituït del rodatge d'Espàrtac.
- Es tracta de l'última pel·lícula completament dirigida per Anthony Mann, que morirà el 1967 en el rodatge de Sentència per a un dandi.